# ムビルア語
ムビルア語（ムビルアご、英: Mbilua）またはビルア語（ビルアご、英: Bilua）は、ソロモン諸島のヴェララヴェラ島で話されている言語である。

## 分類
レンドヴァ島南部のムバニアタ語やラッセル諸島のラヴカレヴェ語と共にパプア系言語として、サヴォ島のサヴォサヴォ語が小辞や人称代名詞接辞、動詞接尾辞の対応により同系統であると説明する際引き合いに出された。しかしEthnologue第18版ではここまで挙げられた四つの個別言語にはCentral Solomonsという括りが設定され、そもそもパプア系言語であるか否かについてはぼかされている。更にGlottolog 2.7に至ってはこれらの言語の間には何の系統的関連性も示されていない。

## 形態論

### 代名詞
人称代名詞には三人称単数形における男性と女性の区別というパプア系言語の特徴と、一人称複数形における包括と排除の区別というオーストロネシア諸語の特徴とが混在したものとなっている。双数形の存在はパプア系言語と大洋州諸語の両方に関連性を探る事ができる。サヴォサヴォ語の体系と比較されたい。
| 一人称 | 一人称 | anga | aningge | engge   | anime | enge |
| 二人称 | 二人称 | ngo  | ngge    | ngge    | me    | me   |
| 三人称 | 男性   | vo   | niongga | niongga | se    | se   |
| 三人称 | 女性   | ko   | niongga | niongga | se    | se   |

## 統語論

### 語順
ムビルア語には優勢な語順は存在しない。

## 関連文献
- Obata, Kazuko (2003). A Grammar of Bilua: A Papuan Language of the Solomon Islands. Pacific Linguistics. Canberra: The Australian National University. ISBN 9780858835313
- Todd, E. M. (1975). "The Solomon Language Family". In S. A. Wurm (ed.) Papuan Languages and the New Guinea Linguistic Scene. Pacific Linguistics C-38. Canberra: The Australian National University.